# کفر حمره
کفر حمره (به عربی: کفر حمرة) یک منطقهٔ مسکونی در سوریه است که در استان حلب واقع شده‌است. کفر حمره ۱۰٬۶۹۶ نفر جمعیت دارد.